# Cuniculus hernandezi
Cuniculus hernandezi - название, предложенное для нового предполагаемого вида пак, описанного как эндемик Центральных Анд в Колумбии, из единственного места, только где этот вид был обнаружен вплоть до сегодняшнего дня. Некоторые особи могут весить до 6,4 кг, что делает C. hernandezi довольно крупным грызуном. Авторы не опубликовали описание животного, но предполагается, что оно очень похоже на горную паку (C. taczanowskii), из которой был выделен этот таксон. Однако горная пака  в Колумбии не симпатрична с Cuniculus hernandezi, поскольку горная пака распространена в Восточных Кордильерах  и в саванне Боготы, то есть оба вида аллопатричны  эволюционно развивались независимо. Филогеографические исследования подтвердили, что физические барьеры между обеими горными цепями предотвращают любой возможный генетический обмен между двумя таксонами1.
По словам авторов, анализ её митохондриальной ДНК и кариотипии показали, что это скорее всего отдельный вид. Видовое название дано в честь колумбийского биолога доктора Хорхе Эрнандеса Камачо.
Эктор Рамирес-Чавес и Серхио Солари в 2014 году утверждали, что предложенное название невалидно, а является  в соответствии с правилами действующего Международного кодекса зоологической номенклатуры (ICZN) nomen nudum из-за ошибок в  определении таксона и отсутствия типового экземпляра. Не только таксономия ошибочна; в первоначальном исследовании также использовалась ошибочная методология с недостаточным числом данных для получения филогенетического дерева, не были опубликованы важные результаты, подтверждающие (или не подтверждающие) их выводы, игнорировались ранние исследования, в которых были ранее были предложены названия для пак, обитающих в данном регионе (старые синонимы; т. е. Cuniculus serriae в Колумбии и Венесуэле), и не было представлено никаких подтверждённых методик для  идентификации нового таксона (даже на иллюстрациях отсутствует идентификация). Хотя авторы утверждают, что таксон легко может быть определён по размерам межтеменной кости, они затем пишут, что с помощью морфологических измерений данный вид невозможно определить, и не предоставляют никаких доказательств в поддержку этих утверждений. Кроме того, не было представлено никаких доказательств того, что ареал вида ограничен центральными Кордильерами.